# WEC-JAPAN
WEC-JAPAN（ウェック・ジャパン）は、1982年から1988年まで毎年富士スピードウェイで世界耐久選手権（1986年より世界スポーツプロトタイプカー選手権＝WSPCと改称）の一戦として開催されていた耐久レース。1989年からWSPCが鈴鹿で開催されることになったため消滅した。主催はVICICとスポーツニッポン新聞社の共催。

## 概要
1982年、グループC規定が導入されたこの年、1977年F1日本グランプリ以来、5年ぶりとなる世界選手権レースとして開催された。日本国外からはポルシェ、ランチャのワークスチームが来日。日本からは国産初のグループCカーとなるトムス童夢・セリカCが参加した。翌1983年、全日本耐久選手権（後のJSPC）がスタートしたこともあり、このWEC-JAPANを目標にトヨタ・日産が本格的にモータースポーツ活動を再開していくこととなる。
開始初年度の1982年は6時間レースであったが、翌1983年以降は1000kmレースで開催された。ただし1983年は事故、1985年は悪天候でレース距離は短縮された。
国産エンジン搭載車・日本人選手による初優勝は、1985年マーチ・85G/日産の星野一義、国産エンジン搭載車・日本人選手による初のポールポジション獲得は1987年マーチ・86G/日産の和田孝夫である。
なお、世界選手権がWECからWSPCへと改称された1986年以降も、イベント名としてWEC-JAPANという呼称は継続された。

## レース結果
| 開催年 | 開催日  | シリーズ名 | レース形態 | 優勝 | 優勝                                                                               | PP | PP                                                        | 出走 | 観衆   |
| 開催年 | 開催日  | シリーズ名 | レース形態 | #    | ドライバー - 周回数 / 車種                                                         | #  | ドライバー - タイム / 車種                                | 出走 | 観衆   |
| 1982年 | 10月3日 | WEC        | 6時間      | 1    | ジャッキー・イクス ヨッヘン・マス 260周 / ポルシェ・956                            | 51 | ミケーレ・アルボレート 1分12秒39 / ランチア・LC1          | 38   | 86,000 |
| 1983年 | 10月2日 | WEC        | 1000km     | 2    | デレック・ベル ステファン・ベロフ 225周 / ポルシェ・956                            | 2  | ステファン・ベロフ 1分10秒02 / ポルシェ・956              | 37   | 83,000 |
| 1984年 | 9月30日 | WEC        | 1000km     | 2    | ジョン・ワトソン ステファン・ベロフ 226周 / ポルシェ・956                          | 2  | ステファン・ベロフ 1分17秒49 / ポルシェ・956              | 35   | 83,500 |
| 1985年 | 10月6日 | WEC        | 1000km     | 28   | 星野一義 松本恵二 萩原光 62周 / マーチ・85G/日産                                   | 2  | ハンス＝ヨアヒム・シュトゥック 1分15秒92 / ポルシェ・962C | 35   | 83,100 |
| 1986年 | 10月5日 | WSPC       | 1000km     | 7    | パオロ・バリッラ ピエルカルロ・ギンザーニ 226周 / ポルシェ・956                    | 18 | オスカー・ララウリ 1分16秒519 / ポルシェ・962C            | 40   | 85,300 |
| 1987年 | 9月27日 | WSPC       | 1000km     | 5    | ヤン・ラマース ジョン・ワトソン 224周 / ジャガー・XJR-8                            | 28 | 和田孝夫 1分19秒021 / マーチ・86G/日産                    | 37   | 78,500 |
| 1988年 | 10月9日 | WSPC       | 1000km     | 1    | マーティン・ブランドル エディ・チーバー ジョン・ニールセン 224周 / ジャガー・XJR-9 | 27 | 岡田秀樹 1分18秒210 / ポルシェ・962C                      | 35   | 81,500 |